# Liebstöckel
Liebstöckel (Levisticum officinale) bzw. Garten-Liebstöckel  ist eine Pflanzenart aus der Gattung Levisticum innerhalb der Familie der Doldenblütler (Apiaceae, veraltet Umbelliferae). Das Liebstöckel ist bekannt als Gewürz- und Volksheilpflanze. Früher spielte es im Volksglauben eine bedeutende Rolle.

## Trivialnamen
Neben Liebstöckel werden auch die Trivialnamen Maggikraut, Rübestöckel, Liebstengel, Liebrohr, Lavas oder Lus(t)stock, in der Steiermark vor allem Nussstock verwendet.
Die Bezeichnung „Liebstöckel“ entstand durch Verdeutschung des mittellateinischen Levisticum (eine Umbildung aus klassisch-lateinisch Ligusticum von der Landschaft Ligurien), ein klassisches Beispiel volksetymologischer Wortbildung. Bezeichnungen, die Maggi im Namen führten, wie Maggikraut, Maggipflanze oder Maggiwürze, sind erst nach dem Ersten Weltkrieg entstanden und wohl von Handelsgärtnern in Umlauf gebracht worden. Die 1925 von Gustav Hegi belegte Bezeichnung Maggipflanze beruht darauf, dass Liebstöckel damals in Berlin unter diesem Namen von Kleingartenvereinen an Schulkinder verteilt wurde. Diese Maggi-Bezeichnungen basieren wohl auf der Ähnlichkeit in Geruch und Geschmack zwischen einer Fleischsuppe mit dem aromatischen Liebstöckel als Gewürz und der Maggi-Würze des Unternehmens Maggi. Allerdings hat der Liebstöckel, für dessen charakteristisch würziges Aroma und spezifischen Geruch der Inhaltsstoff Sotolon hauptverantwortlich ist, mit der Zusammensetzung der Maggiwürze des Unternehmens real nichts gemein. Es kam soweit, dass die Maggi-Gesellschaft, die beim Reichspatentamt das Warenzeichen Maggi geschützt hatte, Gärtnereien, die seit 1915 das Liebstöckel verstärkt als Maggipflanze, Maggikraut etc. bewarben, den Prädikatszusatz Maggi von Rechts wegen untersagte, worauf der Liebstöckel von diesen als Suppenlob vermarktet wurde. Dieser Vorgang wurde laut Marzell ihm am 18. Oktober 1935 von der Maggi-Gesellschaft schriftlich bestätigt. Die Bezeichnung „Suppenlob“ blieb als Trivialname erhalten.
Man beachte, dass auch andere Arten der Gattung Ligusticum als Liebstöckel bezeichnet werden, wie der Schottische Liebstöckel (Ligusticum scothicum) und der Glänzende Liebstöckel (Ligusticum lucidum).

## Beschreibung und Phänologie

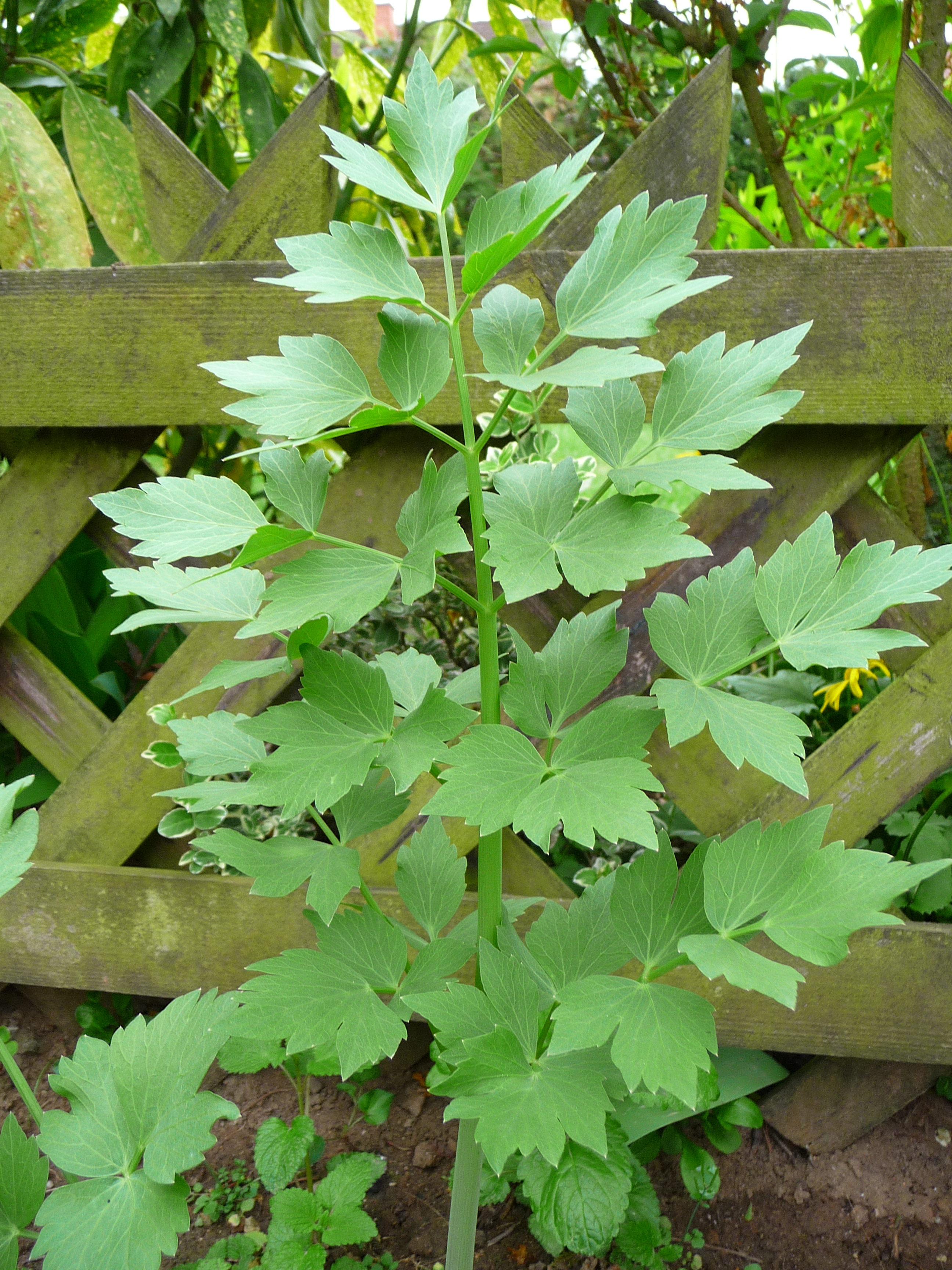
Laubblatt

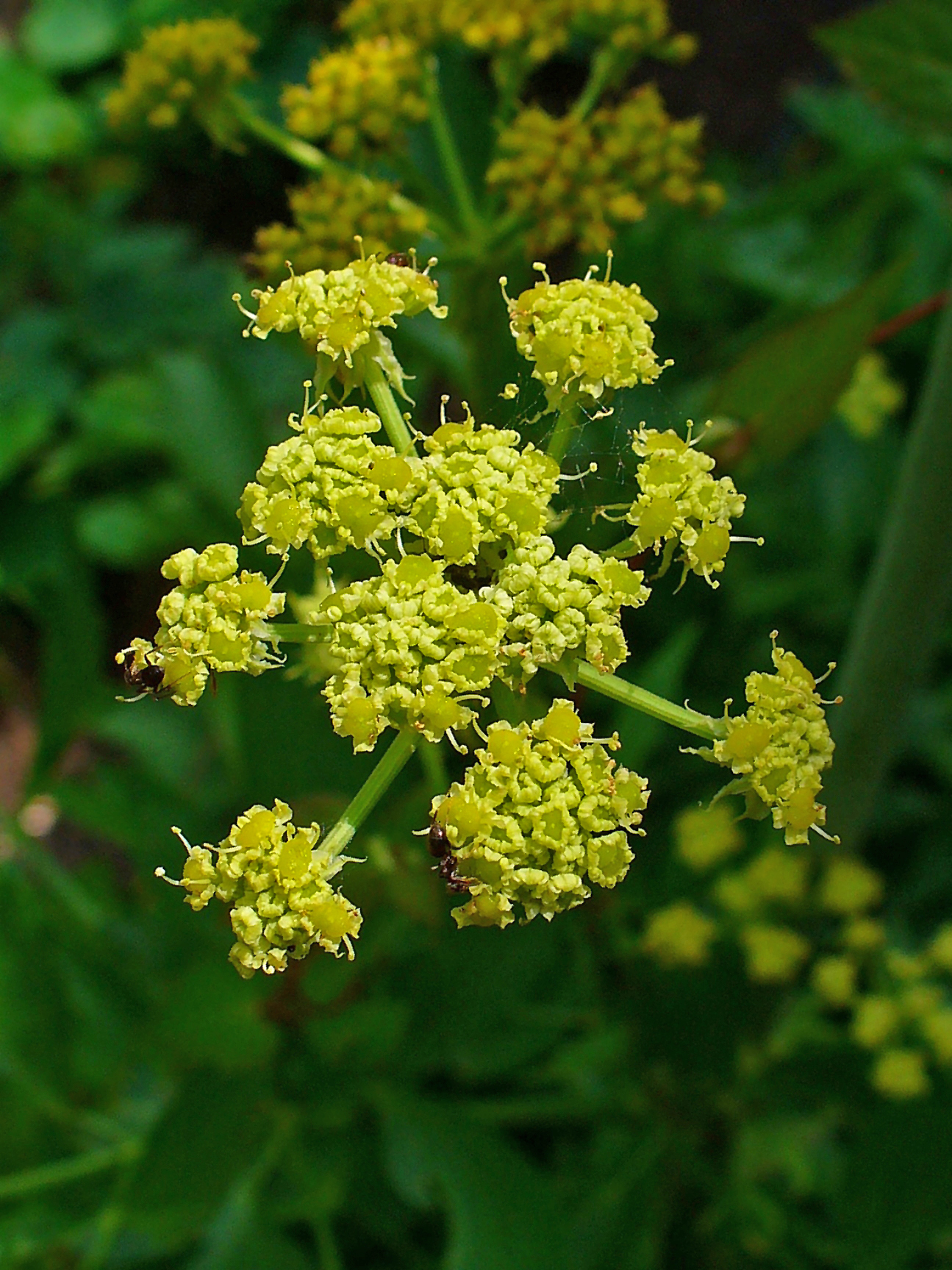
Blütenstand von oben

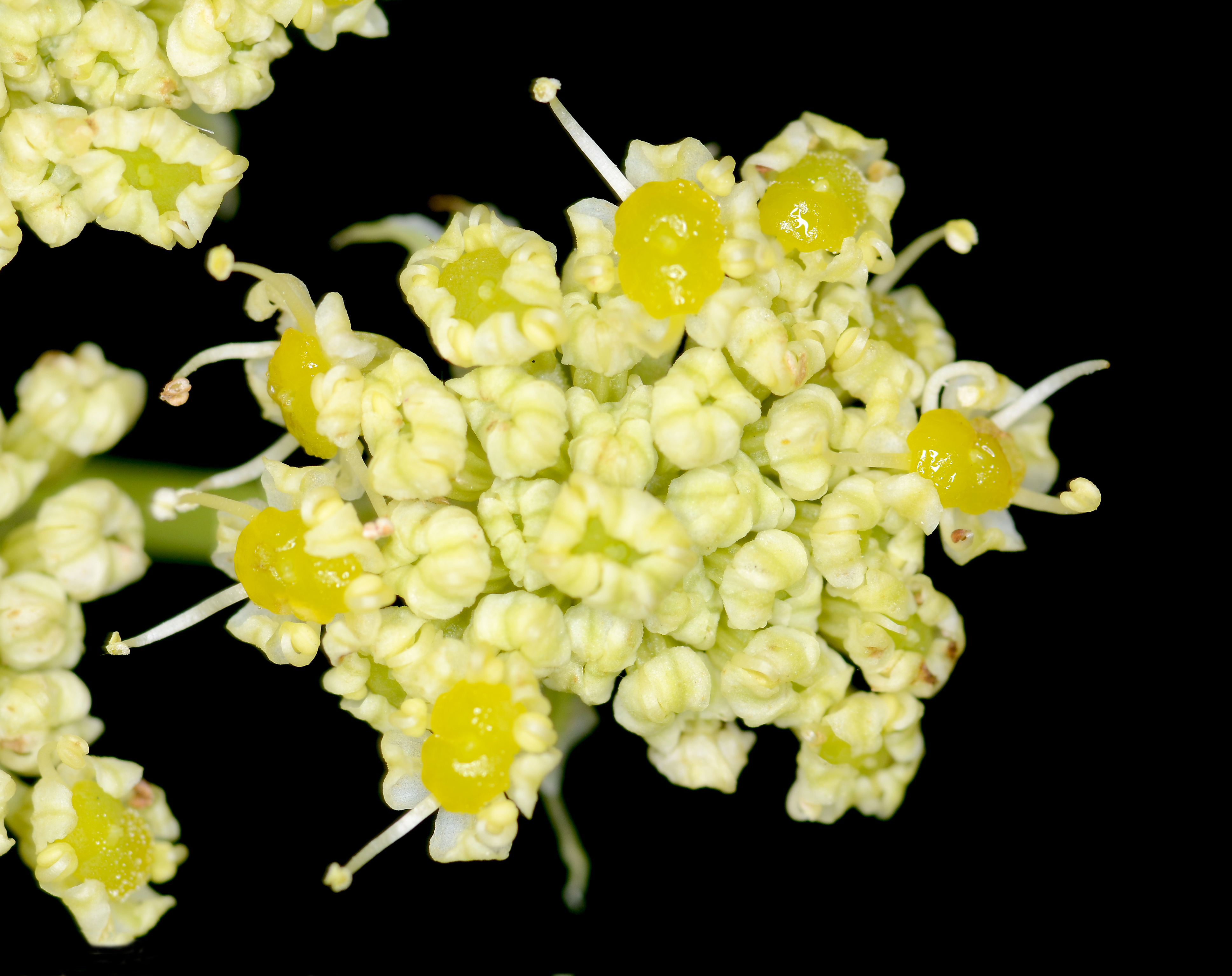
Blüten

### Vegetative Merkmale
Liebstöckel ist eine winterharte, ausdauernde, krautige Pflanze, die Wuchshöhen von 1 bis 2,5 Metern erreichen kann. Alle Pflanzenteile riechen aromatisch. Es wird ein Rhizompleiokorm als Speicherorgan gebildet, das einen Durchmesser von 4 bis 5 Zentimetern aufweist. Der verzweigte Stängel ist intensiv grün.
Besonders die unteren Laubblätter sind lang gestielt. Die Blattspreite ist zwei- bis dreifach gefiedert. Das Endblättchen ist bei einer Länge von 4 bis 11 Zentimetern sowie einer Breite von 2 bis 7 Zentimetern breit-dreieckig bis eiförmig. Die gestielten Fiederblättchen sind zwei- bis dreilappig mit wenigen Zähnen.

### Generative Merkmale
Die Blütezeit reicht von Juni bis August. Der doppeldoldige Blütenstand weist einen Durchmesser bis 12 Zentimeter auf, besitzt sieben bis elf Hüllblätter mit weißen Rändern und enthält 12 bis 20 Döldchen. Die Döldchen besitzen acht bis elf Hüllchenblätter. Die Hüllchenblätter sind lanzettlich, weiß hautrandig, zurückgeschlagen und am Grund oft etwas miteinander verwachsen. Die gelblichen bis hellgrünen Blüten sind unscheinbar. Die Kronblätter sind etwa 1 Millimeter lang und hell-gelb. Die zwei Griffel sind 1 bis 2 Millimeter lang.
Die reife braun- bis gelbfarbige Frucht entspricht einer Doppelachäne. Sie ist bei einer Länge von 5 bis 7 Millimetern sowie einer Breite von 3 bis 4 Millimetern elliptisch. Vom Rücken her ist sie zusammengedrückt, am Grund oft ausgerandet. Während die Ölstriemen unter den stumpfen Tälchen einzeln verlaufen, befinden sich an der Fugenfläche zwei oder selten vier. Die Früchte reifen zwischen August und September.
Die Chromosomenzahl beträgt 2n = 22.

## Ökologie
Die Lebensform des Liebstöckels entspricht der eines Hemikryptophyten. Dies bedeutet, dass sich die Überdauerungsknospen an der krautigen Sprossachse an der Erdoberfläche befinden und von der Laubdecke oder durch abgestorbene Blätter geschützt werden.
Das Liebstöckel wird von Insekten bestäubt. Als typische Bestäuber treten Käfer, Fliegen, Syrphiden, Wespen und mittelrüsselige Bienen in Erscheinung, der Nektar ist freiliegend. Neben der Insektenbestäubung führt auch Selbstbestäubung zum Fruchtansatz.
Die Vermehrung wird durch Samen und vegetativ sichergestellt. Die vegetative Vermehrung kann über das Rhizompleiokorm erfolgen. Ein Rhizompleiokorm ist als System mehrerer Jahre persistierender Sprossachsen definiert, die insbesondere während der ersten Jahre der Individualentwicklung meist dem Wurzelkopf der Hauptwurzel entspringen. Anfangs erfolgt die Innovation gewöhnlich aus basalen Achselknospen, bei der älteren Pflanze über die rhizomartigen, adventiv bewurzelten Sprossachsen. Diese können die Verbindung zur Hauptwurzel verloren haben, sodass selbständige Dividuen entstehen können.
Die ökologischen Zeigerwerte nach Landolt et al. 2010 sind in der Schweiz: Feuchtezahl F = 3 (mäßig feucht), Lichtzahl L = 3 (halbschattig), Reaktionszahl R = 3 (schwach sauer bis neutral), Temperaturzahl T = 4+ (warm-kollin), Nährstoffzahl N = 3 (mäßig nährstoffarm bis mäßig nährstoffreich), Kontinentalitätszahl K = 4 (subkontinental).
Das Liebstöckel ist Wirtspflanze des Rostpilzes Puccinia bornmuelleri.

## Taxonomie
Die Erstveröffentlichung erfolgte 1753 unter dem Namen (Basionym) Ligusticum levisticum durch Carl von Linné in Species Plantarum, Tomus I, S. 250. 1824 stellte Wilhelm Daniel Joseph Koch in Novorum Actorum Academiae Caesareae Leopoldinae-Carolinae Naturae Curiosorum, Band 12, Teil 1, S. 101, fig. 41 diese Art unter dem Namen Levisticum officinale W.D.J.Koch in die Gattung Levisticum Hill nom. cons.
Homotypische Synonyme für Levisticum officinale W.D.J.Koch sind nach Tropicos Hipposelinum levisticum (L.) Britton & Rose und Selinum levisticum (L.) E.H.L.Krause.
Als weitere Synonyme werden vom Journalbeitrag Pimenow 2017: Updated checklist of Chinese Umbelliferae: nomenclature, synonymy, typification, distribution geführt: Angelika levisticum (L.) All., Levisticum levisticum (L.) Karst. nom. inval., Levisticum vulgare Bubani nom. illeg., Levisticum persicum Freyn & Bornm., Levisticum officinale subsp. persicum (Freyn & Bornm.) Thell, Hipposelinum levisticum Britt..

## Herkunft, Verbreitung und Anbau
Liebstöckel stammt wahrscheinlich aus dem Nahen oder Mittleren Osten, wohl aus Iran oder Afghanistan. Von dort kam es über den Mittelmeerraum ins übrige Europa. Wild findet es sich nur in warmen Gebieten. Da es aber in Gemüse- und Kräutergärten angebaut wurde und wird, kann es auch in kälteren Regionen Europas stellenweise verwildert auftreten. Im Kanton Wallis wird Liebstöckel bis in eine Höhenlage von 2000 Meter angebaut.

## Verwendung

### Küchenkraut
Die frischen Liebstöckelblätter finden Verwendung als Gewürz, z. B. für Suppe, Eierspeise, Pfifferlinge oder andere Pilzgerichte. Geschmack und Geruch erinnern an den von Sellerie und an Maggi-Würze.
Feingehackte Blätter können zum Würzen von Suppen, Salaten, Obatztem und Eintopfgerichten verwendet werden.
Die Blätter können den ganzen Sommer über geerntet, getrocknet oder eingefroren werden.
Die getrockneten Samen können bei der Zubereitung von Eintöpfen und Braten als Würze verwendet werden. Auch sind die Früchte als aromatisierende Komponente für Käsegerichte, Brot und Gebäck zu verwenden. Auch das ätherische Öl wird zum Aromatisieren verwendet.

### Pharmakologie
Als pharmazeutische Droge dienen:

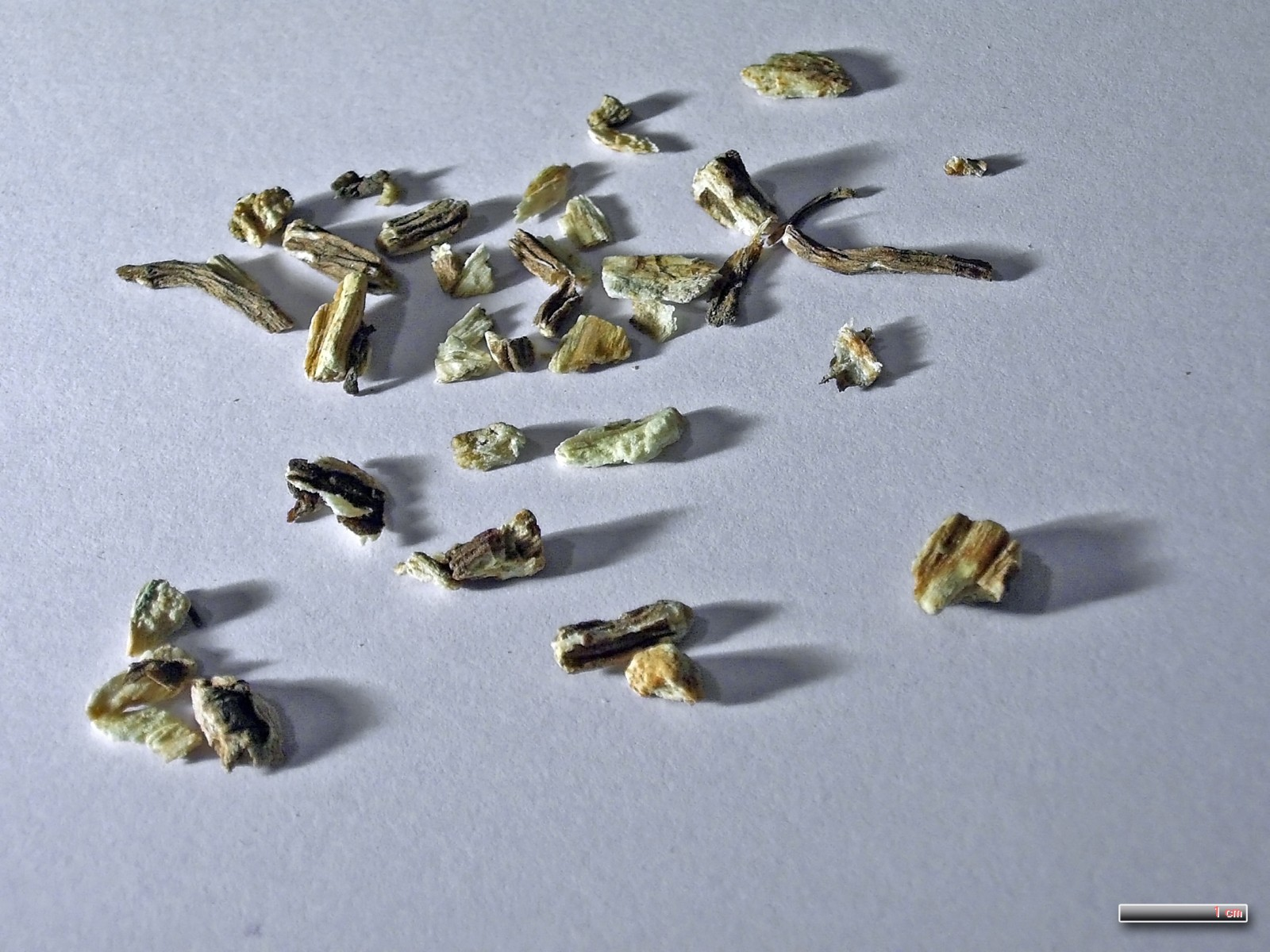
Liebstöckel in Form der Wurzeldroge (Levistici radix)

- Getrocknete Liebstöckelfrüchte (Levistici fructus) – sie werden volkstümlich bei Verdauungsbeschwerden und Blähungen sowie im Haushalt als Gewürz verwendet.[17]
- Getrocknete Blätter (Levistici herba) – es wird im Haushalt als Gewürz eingesetzt.[17]
- Wurzelstock und Wurzeln (ganz oder geschnitten getrocknet: Levistici radix) – sie enthalten ätherisches Öl mit bis zu 70 % Phthaliden, darunter 3-Butylphthalid, 3-Butylidenphthalid (Ligusticumlacton) und 3-Propylidenphthalid.[18] Man setzt die Droge zur Durchspülungstherapie bei Harnwegsinfekten und zur Vorbeugung gegen Nierengrieß ein.[17]

Da die in der Droge enthaltenen Furocumarine nicht wasserlöslich sind, ist bei Teezubereitungen nicht mit phototoxischen Nebenwirkungen zu rechnen, nach dem „Lexikon der Arzneipflanzen und Drogen“ ist jedoch bei starker Sonneneinwirkung mit Photodermatosen zu rechnen.

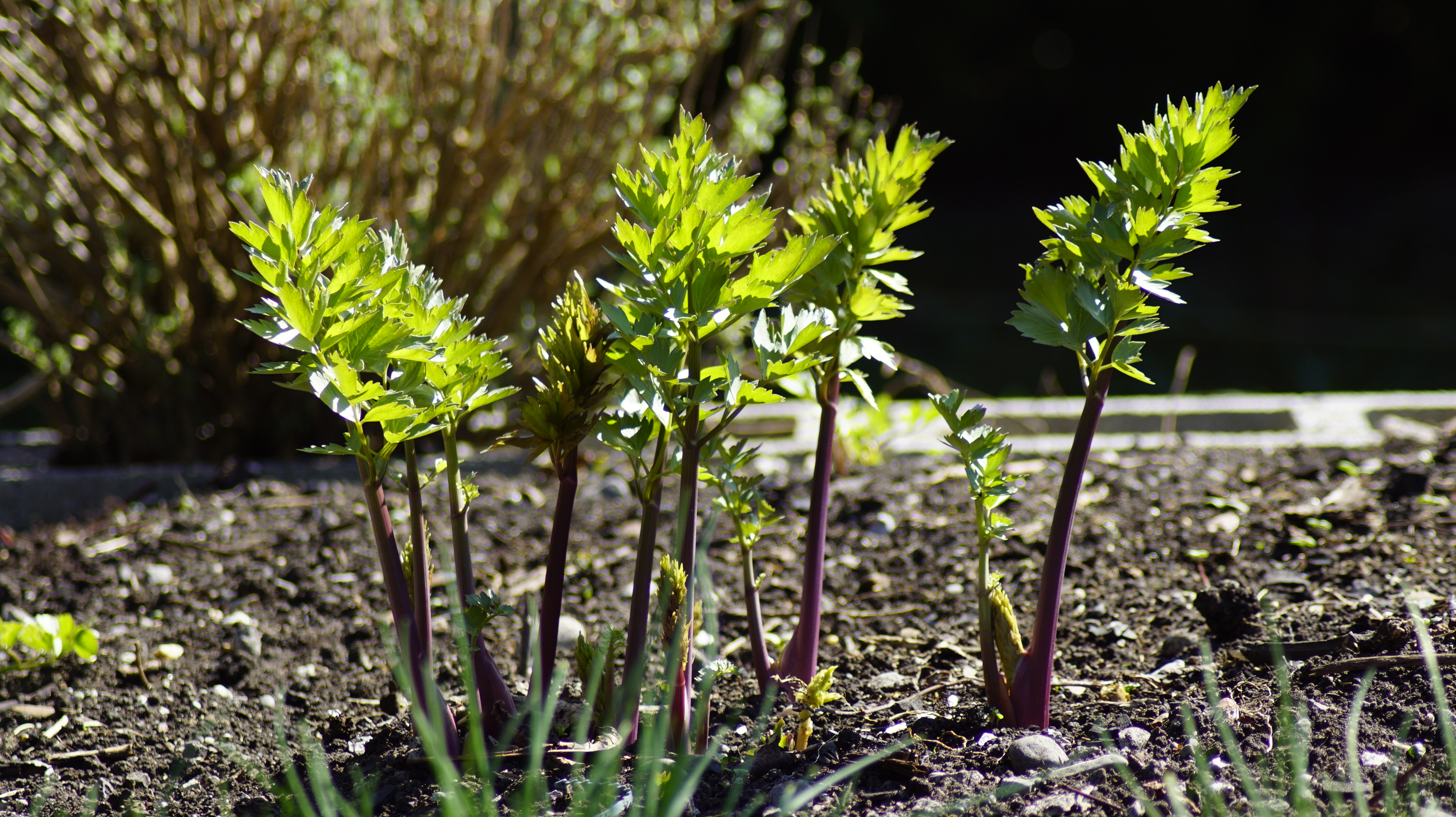
Liebstöckel Anfang April

Schon Dioskurides beschreibt Samen und Wurzel von griechisch ligystikón (lateinisch ligusticum bei Columella und Plinius) als erwärmend, verdauungsfördernd, diuretisch und emmenagog, auch gegen den Biss wilder Tiere. Allerdings ist die Zuordnung zu unserem Levisticum fraglich. Liebstöckel war ein beliebtes Heilmittel in Mittelalter und Barock. Hildegard von Bingen lobt ihn u. a. bei Halskrankheiten, Lonicerus als diaphoretisch, diuretisch, verdauungsfördernd und magenerwärmend, Matthiolus als emmenagog, stein- und windtreibend. Weinmann nennt ihn ein Antidot, Diuretikum, Diaphoretikum und Wundmittel, besonders bei Magenerkältung, Engbrüstigkeit und als Emmenagogum. Hufeland nutzte ihn oft bei Hydrops. Leclerc nennt ihn ein Karminativum und Diuretikum. Nach Schulz wird er auch bei chronischen Katarrhen und Menostase gebraucht. In der Schweiz und im Elsass trinke man bei Halsweh Milch durch die Pflanzenstängel. Auch fördere er bei Rindern das Kalben. In der Volksheilkunde wird Liebstöckel auch bei Menstruationsstörungen und als schleimlösendes Mittel eingesetzt. In der Homöopathie und der anthroposophischen Medizin wird Liebstöckel u. a. bei Mittelohrentzündung gegeben.

#### Andere Inhaltsstoffe
Wässrige Extrakte von Liebstöckel zeigen unter UV-Bestrahlung mit Licht der Wellenlänge 365 nm eine blaue Fluoreszenz, die durch Umbelliferon, ein Cumarinderivat, ausgelöst wird.

### Aberglauben
Dem stark aromatischen Duft des Liebstöckels wurde eine Abwehrwirkung gegen böse Geister, die Mensch und Vieh schaden wollen, zugeschrieben. In der Steiermark wurde das Kraut zur Fronleichnamsprozession mitgenommen und gesegnet, dies sollte vor Unwetter und Hexerei schützen. Zu Mariä Himmelfahrt enthielt das Wurzbüschel im Raurisertal als Schutz vor Zauberei stets auch Liebstöckel.
Obwohl der Name Liebstöckel nicht auf die Wörter Liebe und Stock zurückzuführen ist, führte der Wortbestandteil „Lieb“ wohl dazu, dass das Kraut im Liebeszauber Anwendung fand. In Schlesien wurde beispielsweise die Wurzel mit sich geführt, um der Liebe zu begegnen. Bei den slawischen Bezeichnungen für Liebstöckel fand eine ähnliche volksetymologische Wortbildung statt, die die Beziehung zur Liebe nahelegte. Auch in diesem Sprachraum wurde die Pflanze als Liebesmittel genutzt. So versicherten sich in Slawonien angehende Ehefrauen mit einem Blick durch das Liebstöckel des zukünftigen Eheglücks.